# مازوپشته
مازوپشته، روستایی است از توابع بخش مرکزی شهرستان چالوس در استان مازندران ایران.

## جمعیت
این روستا در دهستان کلارستاق شرقی قرار دارد و براساس سرشماری مرکز آمار ایران در سال ۱۳۸۵، جمعیت آن ۹۹۳ نفر (۲۵۶خانوار) بوده‌است. مردم مازوپشته از قومیت طبری هستند. مردم مازوپشته به زبان طبری با گویش چالوسی سخن می‌گویند.